# Cristo de Medinaceli

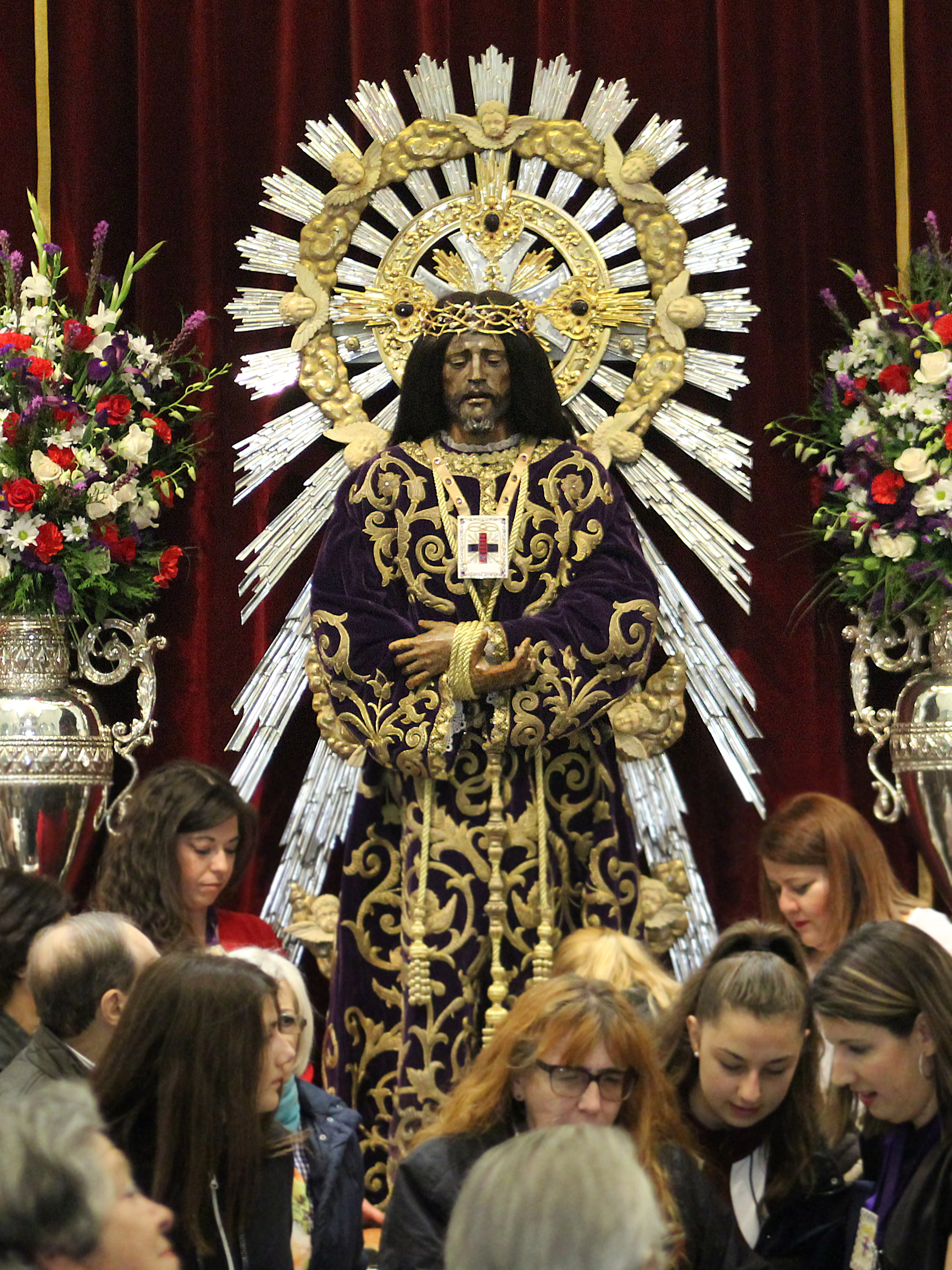
Besapiés a Jesús de Medinaceli (Madrid, 2019).

El Cristo de Medinaceli, también conocido como Nuestro Padre Jesús de Medinaceli o Jesús Nazareno Rescatado, es una imagen de Jesús de Nazaret que evoca el momento de su Pasión cuando Pilatos lo presenta al pueblo. Se encuentra en la Basílica de Nuestro Padre Jesús de Medinaceli en Madrid (España). También es conocido como el Señor de Madrid. Se desconoce al autor, aunque pertenece a la escuela sevillana del taller del cordobés Juan de Mesa. La efigie data de la primera mitad del siglo XVII y mide 1,73 metros de altura.

## Historia de la imagen

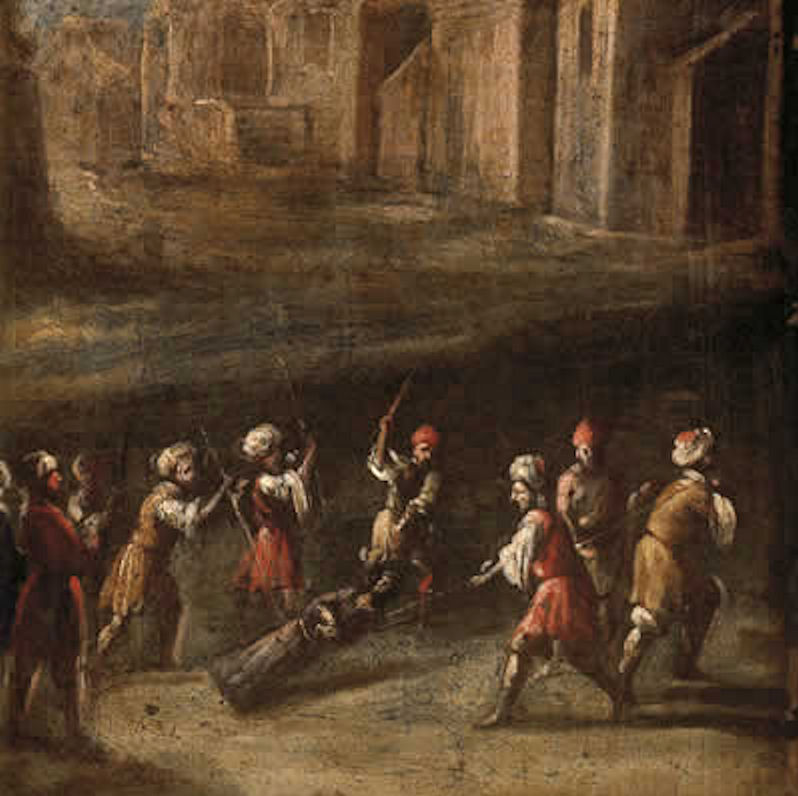
La imagen siendo arrastrada por las calles de Mequinez, por Juan de Valdés Leal, 1681.

Fue llevada por los frailes menores capuchinos a La Mamora, actual Mehdía en Marruecos, tomada por España en 1614, para que recibiera culto por parte de los soldados. En el año 1681 en el mes de abril, cayó la ciudad, y con ella la imagen, en manos del sultán Muley Ismail, que decide enviarla a la ciudad de Mequinez como muestra de la victoria. En Mequinez, es arrastrada y tirada por las calles para que la gente pudiera mofarse de ella. Según la leyenda, un padre trinitario, al ver lo que estaba sucediendo, decide hablar con el rey para recuperar la imagen ofreciendo el padre tanto oro como pesase la imagen. Cuando iba a ser pesada, redujo muchísimo su peso de forma milagrosa para enfado del rey. La compra de la imagen se realizó finalmente por los Padres Trinitarios, prueba de ello es el escapulario con la cruz trinitaria (roja y azul) que lleva la imagen. Este escapulario era el "salvoconducto" para dejar pasar la imagen a tierras cristianas y significaba que los trinitarios habían pagado por ella. La imagen es llevada a Madrid a mediados del año 1682, donde es recibida ya desde el principio con una gran devoción. A su llegada se organiza una multitudinaria procesión. La imagen comienza a conocerse como Jesús del Rescate.

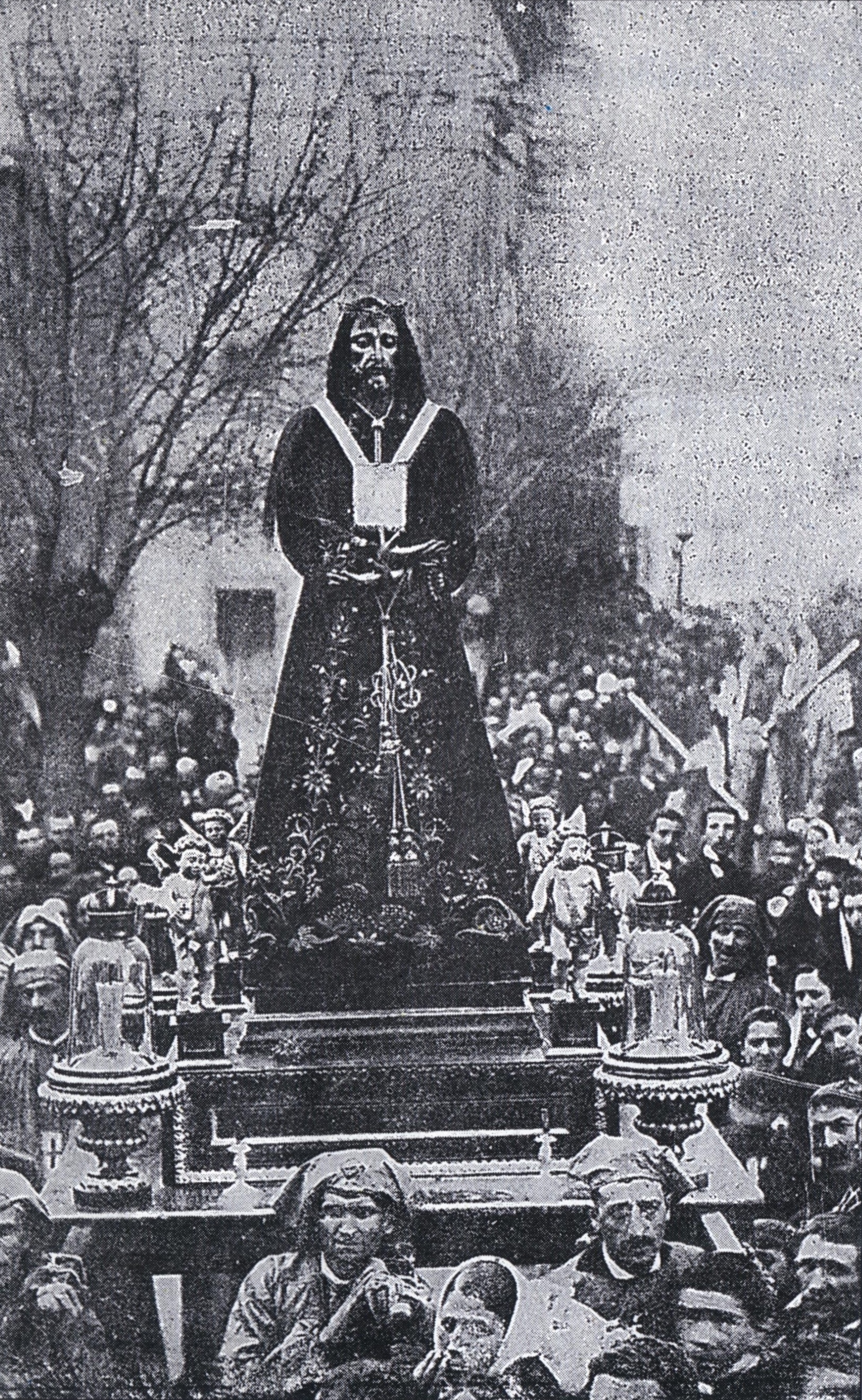
Jesús Rescatado de Medinaceli (Salamanca) en la procesión del Santo Entierro celebrada el Viernes Santo, 8 de abril de 1898, a su paso por la plaza de las Agustinas.

En 1710 se constituye la Congregación de Esclavos de Jesús Nazareno. Desde 1819 el rey figura como protector de la Esclavitud. La imagen de Jesús Nazareno se empezó a conocer como de Medinaceli gracias a que la capilla en la que se alojaba se encontraba en unos terrenos cedidos por el duque de Medinaceli. En 1928 es elevada la Esclavitud de Jesús Nazareno a Archicofradía Primaria con potestad de agrupación a cuantas asociaciones del mismo nombre y título, erigidas en territorio nacional, así lo soliciten, llegando a la actualidad a contar con 42 Cofradías agregadas en España. 
En los meses previos a la persecución religiosa durante la guerra civil española la imagen fue ocultada el 13 de marzo de 1936 por unos vecinos para evitar que los milicianos frentepopulistas la quemaran, quedando oculta por los frailes franciscanos el 17 de julio, envuelta en sabanas, en la cripta de la iglesia bajo un montón de escombros. Días después el convento fue ocupado por el batallón republicano de la diputada Margarita Nelken. En febrero de 1937 un miliciano bajó a la cripta buscando madera para avivar el fuego la encontró. La noticia del hallazgo llegó hasta la Junta de Defensa de Madrid, que decidió entregársela a la Junta de Incautación y Protección del Patrimonio Artístico, organismo creado para evitar las destrucciones incontroladas de iglesias y conventos y proteger sus obras de arte más valiosas. Finalmente, tras pasar por los sótanos del Ministerio de Hacienda y por San Francisco el Grande, fue incluida en el lote de obras de arte que fueron trasladados a Ginebra (Suiza). Al acabar la guerra el Cristo de Medinaceli volvió a Madrid el 14 de mayo de 1939, celebrándose una procesión extraordinaria desde el convento de la Encarnación hasta su emplazamiento tradicional.
En 1945 Francisco Palma Burgos realizó un soberbio trono procesional para el Nazareno. La imagen nazarena formó parte del Vía Crucis que tuvo lugar el 19 de agosto de 2011 con motivo de las Jornadas Mundiales de la Juventud, presididas por el papa Benedicto XVI en Madrid.

## Características de la imagen

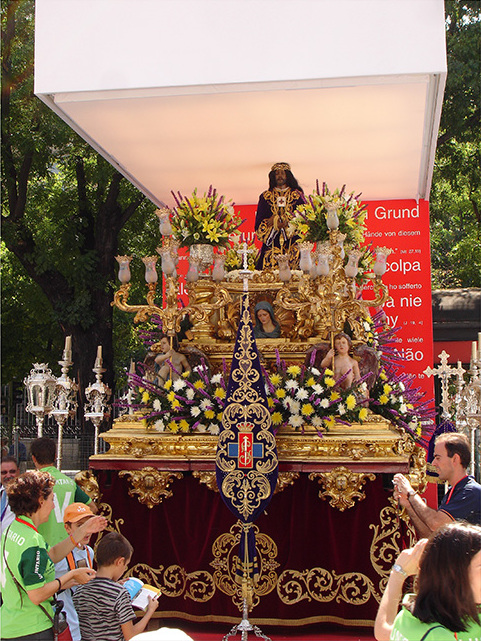
Cristo de Medinaceli en su paso.

La imagen de Jesús tiene una altura de 173 cm y fue elaborada en talleres sevillanos en el siglo XVII, atribuida al círculo del imaginero Juan de Mesa. Su iconografía es la llamada "de Sentencia", en el momento que Cristo es sentenciado a ser crucificado. Es de talla completa para vestir, constando simplemente de un paño de pureza. Tiene una mirada que refleja un gran sufrimiento así como una gran paciencia. La talla está encorvada por el dolor de espalda producido por la flagelación. 
La imagen tiene una cabellera tallada a pesar de que no se muestre al estar tapada por la de pelo natural que se le pone. Consta de un gran ajuar compuesto por más de treinta túnicas entre las que destacan una de 1846, regalada por el rey Francisco de Asís y otra de 1883, regalo de la duquesa de Medinaceli. Para las grandes ocasiones como el primer viernes de marzo o la procesión, Jesús luce una corona de oro macizo de medio kilo de peso con piedras preciosas incrustadas, regalo de los joyeros madrileños en la década de 1950.

## Lugares donde ha recibido culto
Por motivos históricos la imagen de Nuestro Padre Jesús Nazareno ha recibido culto en varios templos de Madrid. En 1930 se levanta al actual basílica. Entre los años de 1936 y 1939. También ha sido venerada en varios lugares de España, como por ejemplo en Valencia y Cataluña, incluso ha sido venerada en Francia. Su última estancia fuera de España fue en Ginebra, donde participó en una exposición en el Palacio de la Sociedad de Naciones.
Actualmente se encuentra en el altar mayor de la mencionada basílica. La imagen se sitúa sobre el sagrario. En la puerta que precede al camarín, se lee: Archicofradía de la Esclavitud de Nuestro Padre Jesús Nazareno.
Durante el año 2013, con beneplácito del arzobispado de Valencia, ha sido nombrado patrono de la policía local de Massamagrell (Valencia).

## Culto y festividad principal
Nuestro Padre Jesús de Medinaceli se encuentra al culto en la iglesia de los RR.PP. Capuchinos de la calle Jesús de Madrid. Preside el templo desde su camarín. Todos los viernes del año Nuestro Padre Jesús Nazareno es visitado por miles de devotos. El primer viernes de marzo de cada año tiene lugar su multitudinario besapiés, al que acuden muchísimos devotos. Tradicionalmente asiste un miembro de la familia real española para orar ante la imagen.
La imagen de Jesús de Medinaceli suscita mucha devoción en muchos lugares de España, encontrándose numerosas copias de la imagen y hermandades que le rinden veneración. También en el extranjero recibe el Nazareno de Madrid fervorosa devoción, siendo el caso más llamativo el de la Hermandad de Jesús de Medinaceli y la Esperanza Macarena de Miami, Estados Unidos.

## Procesión de Semana Santa

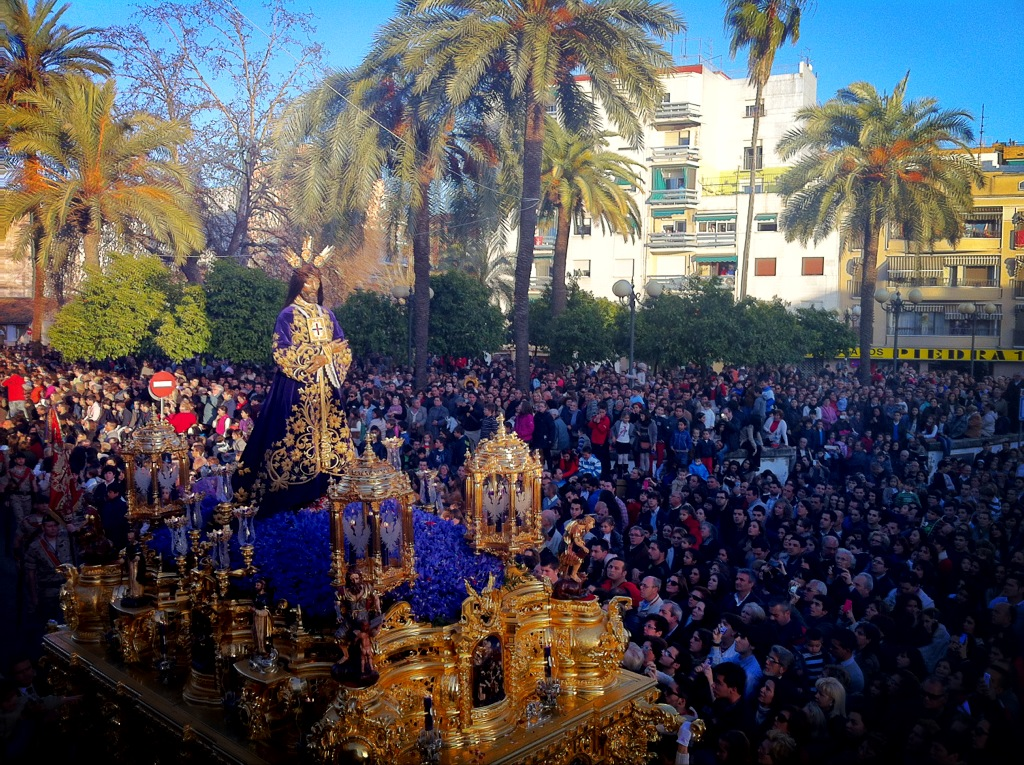
Procesión de Jesús Rescatado de Córdoba, 2013.

Nuestro Padre Jesús Nazareno es sacado en procesión el Viernes Santo por la tarde por la Archicofradía Primaria de la Real e Ilustre Esclavitud de Nuestro Padre Jesús Nazareno. Esta es una procesión multitudinaria, en la que desfilan los esclavos de Jesús vistiendo el hábito nazareno que consta de túnica y capirote morados. También participan los devotos que lo desean, portando cadenas o alumbrando, sin vestir hábito. Con frecuencia participan devotos llegados de muchos lugares de España y del extranjero. En las calles han llegado a concentrarse un total de 800.000 personas.
En 2012, la archicofradía estaba formada por unos 8000 archicofrades y en el cortejo procesional participaban unos 3900 nazarenos. El trono que porta a Jesús pesa tres toneladas y media y alcanza los cuatro metros de altura. En cada esquina se disponen cuatro artísticos ángeles que sujetan los candelabros de guardabrisas. El trono fue tallado en madera y policromado por el artista Francisco Palma Burgos hacia 1944 y es portado por 128 hombres de trono. El acompañamiento musical corre a cargo de la Agrupación Musical La Lira de Pozuelo de Alarcón (Madrid). 

## Otras imágenes

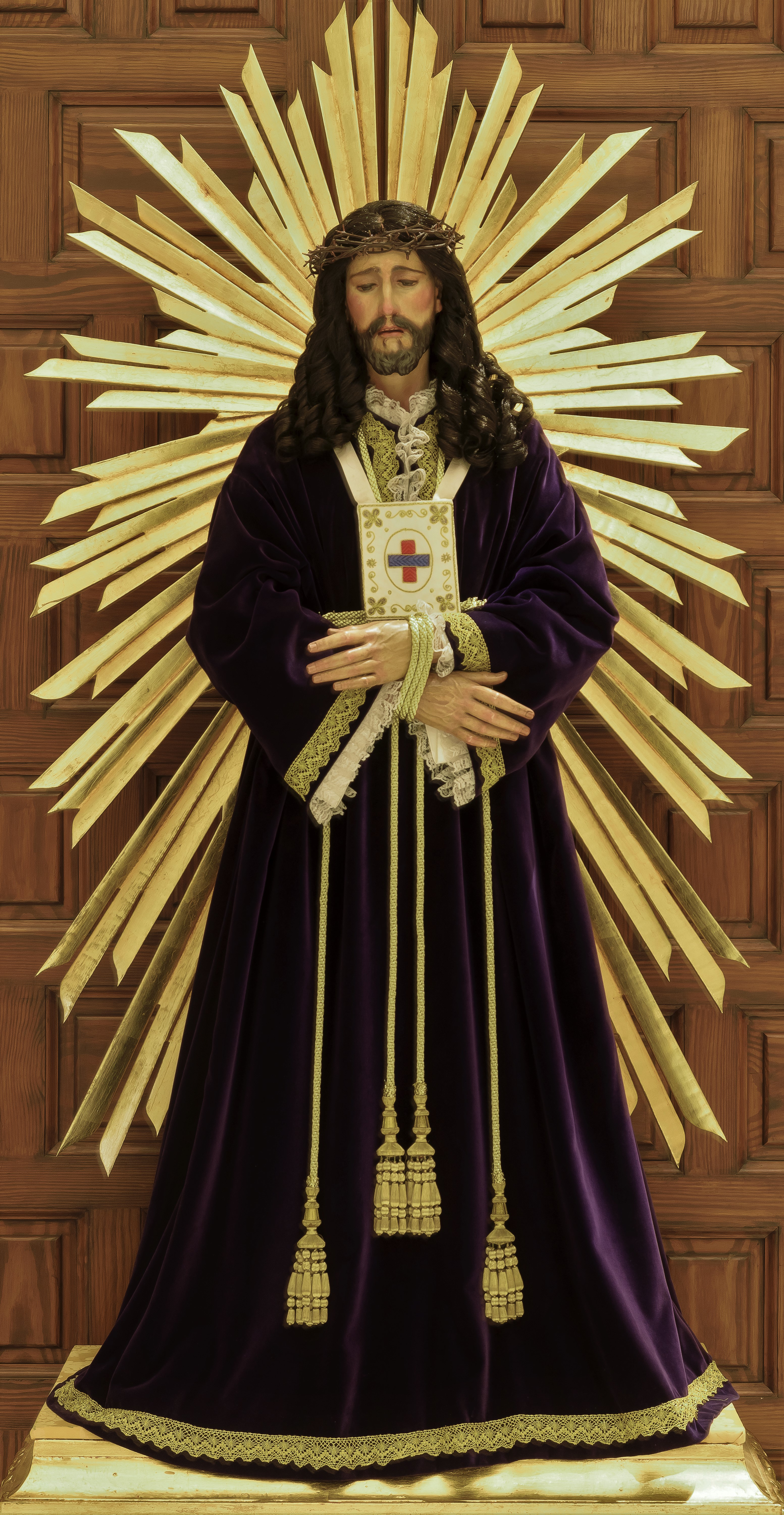
Nuestro Padre Jesús de Medinaceli de Málaga. Parroquia de Santiago Apóstol.

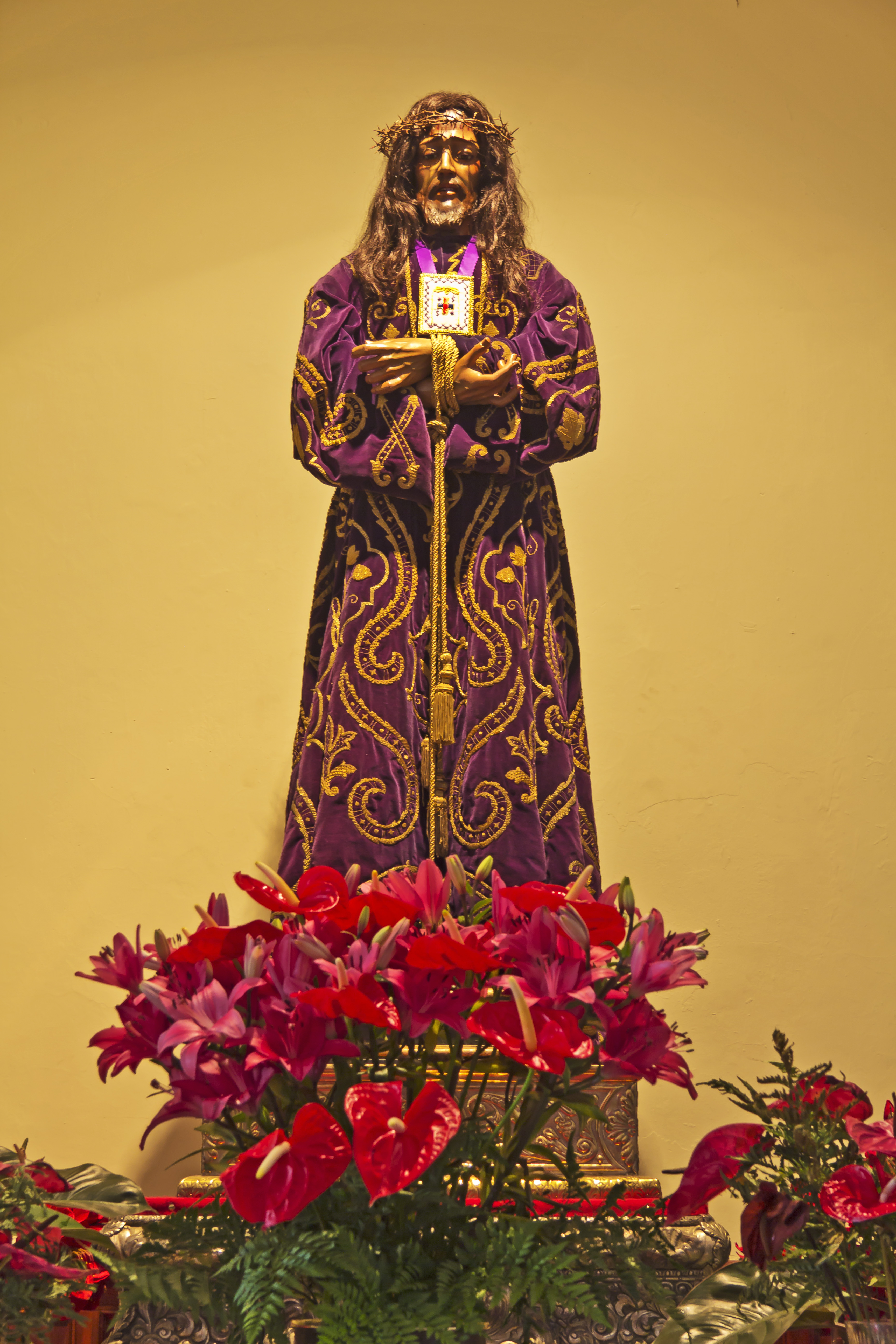
Imagen del Cristo de Medinaceli de Santa Cruz de Tenerife, venerado en la Iglesia de san José de esta ciudad.

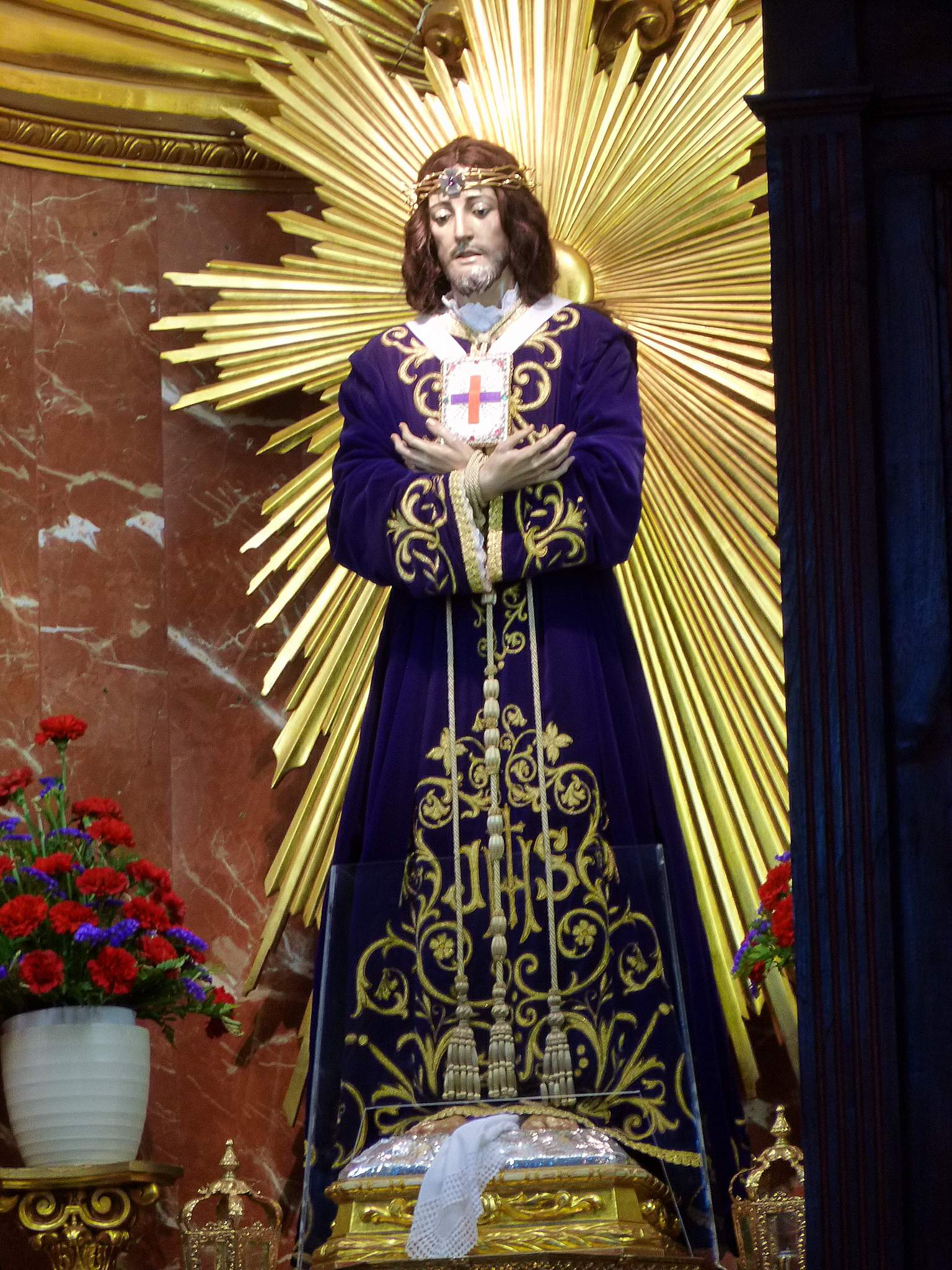
Imagen de Nuestro Padre Jesús Nazareno Rescatado venerado en la iglesia de la Santísima Trinidad (Alcázar de San Juan, Ciudad Real).

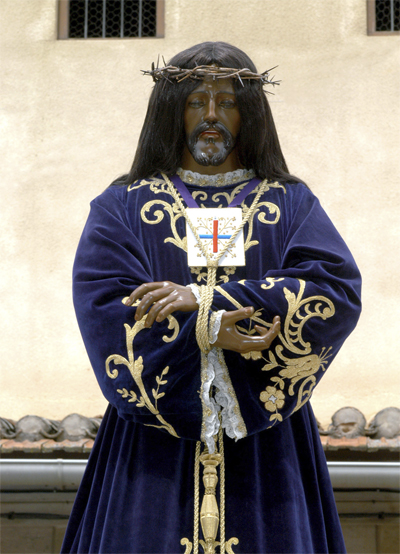
Imagen de Jesús de Medinaceli venerado en Villarrobledo.

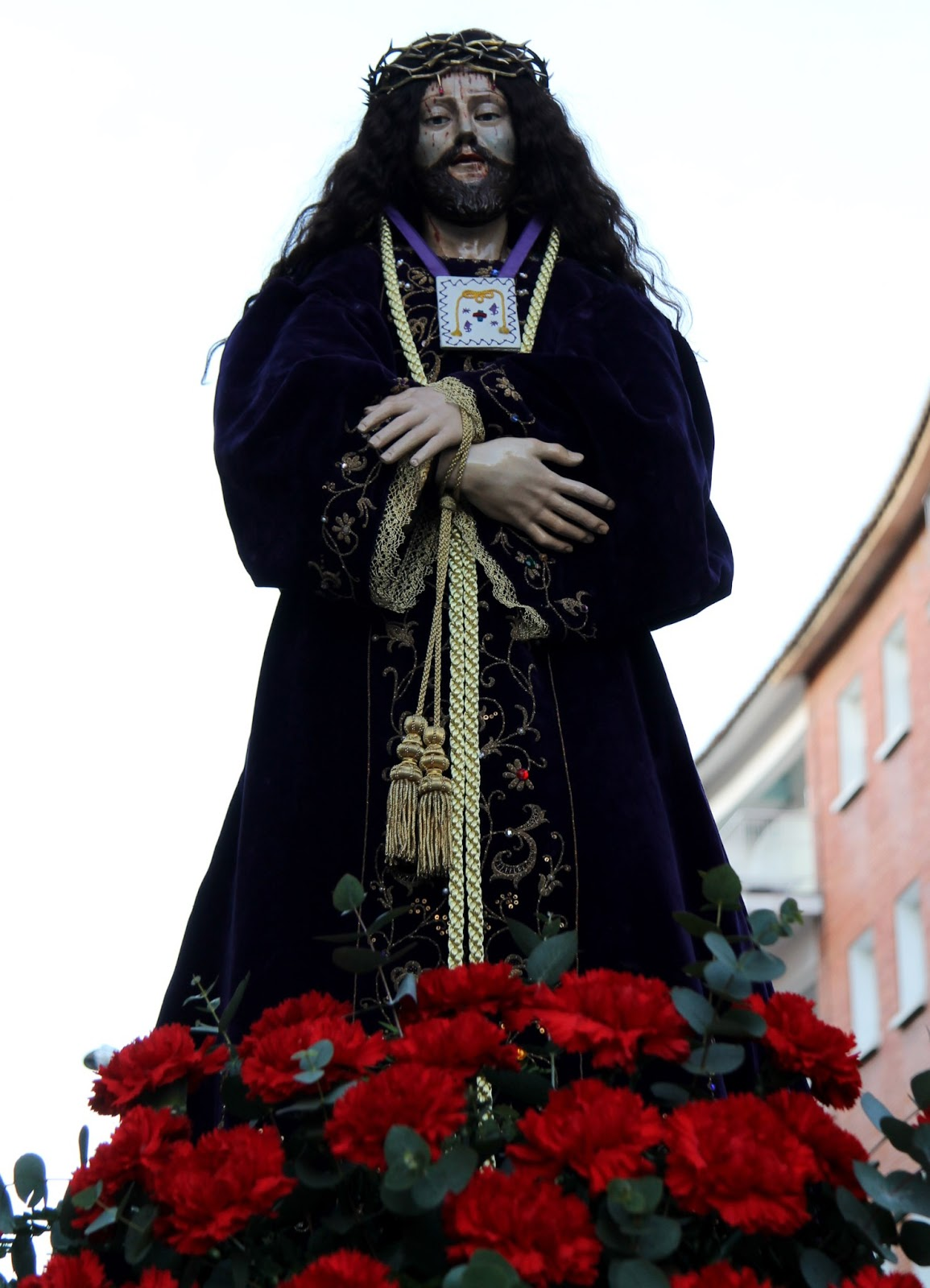
Jesús de Medinaceli de Palencia.

La devoción popular hacia la imagen del Cristo de Medinaceli ha hecho que sea venerado en otros lugares:
- Cádiz. En 1937, creyéndose destruida la talla original en Madrid, se encarga una nueva al escultor gaditano Miguel Laínez Capote al que se le facilitan toda clase de fotografías y estampas de la imagen venerada en Madrid. Se terminó en febrero de 1938, fue bendecida el 27 del mismo mes y procesionó en Semana Santa ese mismo año. Se encuentra en la catedral vieja de Cádiz y procesiona el Jueves Santo.
- Chiclana de la Frontera (Cádiz). En 1955 Miguel Laínez Capote recibe el encargo de una nueva talla. La entregó a finales de ese mismo año. Está ubicada a la derecha del altar mayor de la iglesia Mayor de San Juan Bautista. Procesiona el Miércoles Santo.

- Málaga (Andalucía). En la ciudad se venera la imagen de Jesús de Medinaceli desde el año 1939, la cual llegó desde Antequera a la parroquia de Santiago Apóstol. La talla data de finales del siglo XVII y se atribuye al escultor antequerano D. Juan Bautista del Castillo. Constituye una de las grandes devociones del pueblo de Málaga, no sólo de la capital, sino de toda la provincia. El primer viernes de marzo se celebra la tradicional exposición del Señor para la veneración de los miles de fieles que se acercan a profesar su fe. También cabe destacar el Solemne Vía Crucis que se celebra justo la noche anterior. Desde el año 2015, se encarga del culto del Señor el Fervoroso Grupo Parroquial de Culto y Devoción de Nuestro Padre Jesús de Medinaceli de la parroquia de Santiago Apóstol.

- Peñaranda de Bracamonte (Salamanca): En la ciudad radica la Cofradía del Nazareno (Peñaranda de Bracamonte).
- Sevilla, hay varias representaciones de la efigie madrileña, y que gozan de una gran devoción dentro de la capital hispalense. Una de ellas está situada en “Casa de Pilatos” (lugar de residencia de los duques de Medinaceli). También se encuentra Jesús Cautivo de San Ildefonso, obra datada del siglo XVIII atribuido a Benito de Hita del Castillo, esta imagen es una de las grandes devociones calladas sevillanas. Y por último el Cautivo de la Capillita de San José, obra de Agustín Sánchez Cid.

- Santa Cruz de Tenerife (Canarias): En la ciudad radica la Cofradía del Cristo de Medinaceli de Santa Cruz de Tenerife, que venera a la imagen del Cristo, que es considerada una de las más exactas réplicas de su homónima madrileña.

- Güímar (Canarias): También en la isla de Tenerife, en la localidad de Güímar se venera una imagen del Cristo de Medinaceli, el cual en 2015 cumplió 50 años de su llegada a la localidad.

- Ávila (Castilla y León): En la ciudad existe una excelente copia del Cristo que es titular de la Archicofradía abulense, agregada a la corporación primaria nacional de la madrileña Basílica de Jesús. La talla data de 1947 y fue realizada por el imaginero Gerardo Morante para la Casa Alsina (Madrid). Florentino Rodríguez Germán la adquirió en 1948 en cumplimiento de una promesa y la donó a los PP Franciscanos del convento de San Antonio de Padua de la capital amurallada. El Guardián del convento era el Padre Victoriano, hermano de Florentino, impulsor de la Esclavitud de Ntro. Padre Jesús Nazareno en Ávila. El popularmente conocido como el "Señor de Ávila" procesiona el Martes Santo.
- En Córdoba (Andalucía) se encuentra la venerada imagen de Nuestro Padre Jesús Nazareno Rescatado, conocido popularmente como el “Señor de Córdoba” cuenta con una gran devoción dentro de la ciudad, y la imagen fue encargada por parte un fraile Trinitario y realizada en 1713 por Fernando Díaz de Pacheco, cogiendo como referencia al Cristo de Medinaceli de Madrid. Se venera en la iglesia de los Padres Trinitarios, y es titular de la Hermandad junto a María Santísima de la Amargura, cuya corporación fue fundada tras la guerra civil española. Procesiona en la tarde-noche de cada Domingo de Ramos por las calles cordobesas.
- En Almería (Andalucía) se venera la imagen de Nuestro Padre Jesús Cautivo de Medinaceli, al igual que en el caso de Córdoba, goza de gran devoción en la ciudad, y es conocido como el “Señor de Almería”. La imagen es obra del gran imaginero sevillano Antonio Dubé de Luque en el año 1996, sustituyendo la talla anterior intervenida por dicho autor en 1986, siendo realizada en sus orígenes por José Navas Parejo en 1950. En el año 1996 tras un prominente incendio al finalizar la estación de penitencia, acabó destruyendo en su totalidad la imagen del Señor y de la Virgen con sus correspondientes pasos procesionales. El Cautivo forma parte de la Hermandad junto con la Imagen de Jesús del Prendimiento y Nuestra Señora de la Merced. Tiene su sede en la catedral de Nuestra Señora de la Encarnación y procesiona en la tarde-noche del Miércoles Santo por las calles de Almería.

- Palencia (Castilla y León): En la ciudad de Palencia, concretamente en la iglesia de san Miguel, se venera una copia en pequeño tamaño pero de gran calidad que data del siglo XVII. Es una de las imágenes que despierta más devoción popular, especialmente durante la Semana Santa, donde protagoniza el acto y desfile del Prendimiento en la iglesia antes mencionada siendo uno de los acontecimientos más destacados de la semana de pasión en la ciudad, declarada de interés turístico internacional.

- Cuenca (Castilla-La Mancha): En la capital Conquense tiene su Fundación en 1949 y desde 1951 desfila el Martes Santo en la Procesión del "Perdón" por primera vez la Real e Ilustre Esclavitud de Nuestro Padre Jesús Nazareno de Medinaceli, desfilando con una primera talla del imaginero D. Luis Marco Pérez que se incorporaba en esos primeros años desde la parroquia del Salvador por problemas de espacio con el portón de la iglesia de San Felipe Neri (su sede canónica) en 1964 y por diversos problemas se incorporaría desde la Santa Iglesia Catedral Basílica de Santa María y San Julián y en 1965 por fin saldría desde su lugar de veneración la iglesia de San Felipe Neri de donde se sigue incorporando hoy en día, en 1971 se cambia la talla por la actual también de Luis Marco Pérez y la antigua se puede ver desde hace unos años en el Museo de la Semana Santa, cabe destacar también que desde 1953 la Hermandad queda incorporada a la Archicofradía Primaria Nacional de la Real e Ilustre Esclavitud de Jesús de Medinaceli. En la actualidad es una de las Hermandades más numerosas de la Semana de Pasión Conquense contando con más de 3.000 Hermanos.
- Tarancon (Castilla-La Mancha) También, en la ciudad de Tarancon, recibe culto y tiene hermandad en la parroquia de Nuestra Señora de la Asunción, procesiona el miércoles santo, es cargado por más de 40 banceros que visten de túnica morada, capucho rojo y cordón dorado. Los hermanos, que no portan la imagen, llevan capa blanca con la cruz trinitaria a un lado.

- Mijas (Málaga): En Las Lagunas, el núcleo más grande de la localidad malagueña de Mijas, en la parroquia San Manuel, se encuentra la Imagen de Nuestro Padre Jesús de Medinaceli. La sagrada imagen realizada por el imaginero José Dueñas es de talla completa y presenta la corona de espinas y potencias de oro. El primer viernes de marzo se celebra su festividad y está la Imagen en devoto besapiés, al día siguiente se celebra su Vía Crucis-Procesión. La imagen del Cristo de Medinaceli vuelve a procesionar en la tarde del Martes Santo por las calles del barrio.

- Vélez-Málaga (Málaga): Imagen de Nuestro Padre Jesús Cautivo de Medinaceli, realizada por el imaginero de origen valenciano, pero afincado en Córdoba y luego Madrid, Amadeo Ruíz Olmos en 1959. Con sede en la iglesia de San Juan de la misma ciudad, recibe culto en una de las capillas junto a Sta. Mª Magdalena (origen de la hermandad y destruida la anterior imagen (obra posiblemente de Fernando Ortiz siglo XVIII) en los acontecimientos de 1936. La actual imagen se debe a las manos del imaginero granadino, Domingo Sánchez Mesa). La imagen de Jesús de Medinaceli goza de gran devoción tanto en su ciudad, en la comarca de la Axarquía de Málaga así como fuera de ella. Ha sido recientemente restaurada (septiembre de 2016-enero de 2017) en el estudio de restauración y conservación de bienes culturales "Santa Conserva" de Málaga. En cada primer viernes de marzo realiza besapiés y viacrucis por las calles de la ciudad, así como su procesión anual cada Semana Santa el miércoles santo.

- Cartagena (Región de Murcia): La imagen del Jesús de Medinaceli (1940), del imaginero Juan González Moreno, propiedad de la Asociación Piadosa de Nuestro Padre Jesús de Medinaceli, procesiona por las calles de la ciudad cada madrugada de Viernes Santo (Procesión del Encuentro).
- Valladolid: La talla Jesús de Medinaceli (2012) del imaginero sevillano Juan Antonio Blanco, propiedad de la Cofradía del Discípulo Amado y Jesús de Medinaceli. Tiene su sede en la parroquia vallisoletana de San Martín, y procesiona cada Lunes Santo por la noche. Es una talla de tamaño natural, vestida con túnica púrpura y es portada a costal por 35 costaleros. La cofradía vallisoletana es la más joven de las veinte existentes, y cada año cuenta con más fieles que integran sus filas. Supuso una auténtica novedad en la Semana Santa de Valladolid al tratarse de la única imagen llevada a costal a la manera jerezana, integrando así ambas tradiciones en una mezcla sin duda enriquecedora y que los vallisoletanos han sabido acoger con los brazos abiertos.

- Bilbao: la devota imagen de Nuestro Padre Jesús Nazareno, venerada en la iglesia de San Francisco de Asís, la conocida como "Quinta Parroquia", procesiona por las calles de la villa cada Lunes Santo. Del escultor Federico Coullaut-Valera Mendigutia, la talla de 1946, tiene pelucas que se van nutriendo con el cabello que las devotas y hermanas cofrades entregan. El Cristo porta túnica morada y cuelga de su cuello el escapulario trinitario con el escudo de la Cofradía en el centro. En la espalda del Cristo está incrustada una astillita de madera de la base del Cristo original.

- Algorta (Vizcaya): En la iglesia de la Santísima Trinidad de Algorta, en Guecho, se encuentra una talla del Jesús de Medinaceli tallada por Miguel García de Salazar en 1934. La talla se instaló al poco de inaugurarse la iglesia, y está en una capilla con un fresco que representa la leyenda del rescate.

- Camarena (Toledo): Es una de las devociones más arraigadas en esta localidad toledana. Su imagen, una imponente talla de 1952, recorre las calles cada Jueves Santo. Desde 2013, la Hermandad del Cristo de Medinaceli de Camarena ha fortalecido esta tradición, congregando a casi un centenar de hermanos que, año tras año, peregrinan hasta Madrid para participar en el solemne besapiés. Esta devoción se remonta a la histórica relación de Camarena con la Orden Trinitaria, entre los que destacó Fray Gaspar de los Reyes, un trinitario natural de Camarena. En el siglo XVII, participó en la liberación de esclavos en el norte de África, zona donde la imagen original del Cristo de Medinaceli fue capturada y ultrajada antes de ser rescatada por los trinitarios.

- Betanzos (Galicia): En la iglesia de Santa María do Azogue, sale todos los Jueves Santo en la procesión del Santo Encuentro.
- Cieza (Región de Murcia): la devota imagen de Nuestro Padre Jesús Nazareno de Medinaceli, obra del escultor Francisco Palma Burgos, recibe devoción en el Convento de San Joaquín y Santa Ana. La imagen fue encargada al escultor por la antigua industria textil de Géneros de Punto en 1945 y actualmente pertenece a la Cofradía de la Esclavitud de Nuestro Padre Jesús Nazareno de Medinaceli. La imagen recorre las calles de la localidad los seis viernes de Cuaresma en devoto Vía Crucis y en su última salida, coincidiendo con su recogida, tiene lugar el encuentro con su madre, la Santísima Virgen de los Dolores. Página de Facebook de la Cofradía

- Villanueva de los Infantes (Ciudad Real): se conserva la talla de Nuestro Padre Jesús Rescatado en la iglesia del convento de la Santísima Trinidad, la cual data del siglo XVII.
- Tobarra (Albacete): El primer viernes de marzo se realiza un Besapies y la Procesión del Silencio, que es un Viacrucis por el barrio de San Roque, donde se colocan altares en algunas casas del recorrido y se rezan las estaciones. La imagen encargada del Besapies es un Cristo del Paso del Prendimiento, que desfila en Semana Santa con dos sayones más en el trono, y representa el momento en que va a ser prendido. Este día, a la imagen de Jesús se le atan las manos, convirtiéndose, de facto, en un Cristo Cautivo. Es una imagen de vestir, con pelo natural y que utiliza túnicas en terciopelo morado. De esta manera, es expuesto en la iglesia de San Roque, su sede canónica, durante todo el viernes, para su veneración y para realizar el Besapies. A la noche se realizará la procesión mencionada anteriormente. Es una imagen que despierta mucho fervor popular, por lo que todo el pueblo acude a la iglesia ese día y también tiene un gran acompañamiento durante la procesión. La Cofradía de Nuestro Padre Jesús del Paso del Prendimiento y la Oración en el Huerto, a la que pertenece la imagen, es la encargada de organizarlo todo. Se cree que esta cofradía se fundó en el año 1886, aunque hay documentos que atestiguan que ya desfilaba desde el 1804. La actual imagen de Jesús es del 1941 y obra del escultor Roberto Roca, ya que la anterior, de Roque López, fue destruida durante la guerra. La tradición oral remonta al origen de esta procesión a los años 1946 o 1947, aunque las misas en honor de Jesús del Paso se remontan a los años 20.